# Breakthrough of the Year
Der Breakthrough of the Year ist ein seit 1996 vom Magazin Science vergebener Titel für den wissenschaftlichen Durchbruch des Jahres, orientiert an der Vergabe des Man of the Year bei Time Magazine und ähnlichen Auszeichnungen.
Vor 1996 gab es auch schon ab 1989 eine Auszeichnung Molecule of the Year bei Science (ausgezeichnet wurden in zeitlicher Reihenfolge PCR und DNA-Polymerase, 1990 synthetische Diamanten, 1991 Buckminster-Fullerene, 1992 Stickstoffmonoxid, 1993 p53, 1994 DNA-Reparatur-Enzym).

## Liste der Auszeichnungen
- 1996 Verständnis von HIV mit neuen therapeutischen Ansätzen für Proteaseinhibitoren (von denen die ersten in den USA ab Ende 1995 zugelassen wurden), die für den Zusammenbau der von der Wirtszelle produzierten Virusproteine notwendig sind, und der Entdeckung (1995) von weiteren Rezeptoren (außer CD4), die für die Ankopplung an die Wirtszelloberfläche notwendig sind, den Rezeptoren von Chemokinen.[1]
- 1997 Klon-Schaf Dolly[2]
- 1998 Beschleunigte Expansion des Universums (Dunkle Energie), Dunkle Materie[3]
- 1999 Stammzellen[4]
- 2000 Volle DNA-Sequenzanalyse des menschlichen Genoms (Human Genome Project)[5]
- 2001 Molekularelektronik[6]
- 2002 MicroRNA[7]
- 2003 Dunkle Energie[8]
- 2004 Spirit-Rover auf dem Mars[9]
- 2005 Mechanismen der Artbildung[10], hervorgehoben wurden zum einen biologische Einzelstudien, zum anderen Fortschritte in der Folge des abgeschlossenen Human Genome Projects, wie die Untersuchung der genetischen Unterschiede von Schimpansen und Menschen und die Rolle, die dabei nichtcodierende DNA spielt oder die genetischen Unterschiede des Grippevirus von 1918 zu heutigen Grippeviren
- 2006 Beweis der Poincaré-Vermutung[11]
- 2007 Genetische Variabilität des Menschen: Einzelnukleotid-Polymorphismus und International HapMap Project[12]
- 2008 Zelluläre Umprogrammierung in Pluripotenten Stammzellen[13]
- 2009 Ausgestorbene Primatengattung Ardipithecus
- 2010 Erste Quantenmaschine[14][15]
- 2011 HPTN 052[16], eine klinische Studie, die zeigte, dass frühzeitige hochaktive antiretrovirale Therapie (ART) die HIV-Ansteckungsgefahr stark verringert[17]
- 2012 Higgs-Boson am Large Hadron Collider[18]
- 2013 Krebsimmuntherapie[19]
- 2014 Die Raumsonde Philae landet auf dem Kometen Tschurjumow-Gerassimenko[20]
- 2015 Genommanipulation mit der CRISPR/Cas-Methode[21]
- 2016 Nachweis von Gravitationswellen[22]
- 2017 Beobachtung der Verschmelzung zweier Neutronensterne[23] mit Multiwellenlängen-Astronomie einschließlich Gravitationswellen.
- 2018 Beobachtung der Zelle-für-Zelle-Ontogenese[24] (Einzelzellanalyse)
- 2019 Erste Aufnahmen von einem Schwarzen Loch[25] mit dem Event Horizon Telescope
- 2020 Entwicklung von SARS-CoV-2-Impfstoffen[26]
- 2021 Künstliche Intelligenz zur Bestimmung der 3D-Proteinstruktur[27]
- 2022 James-Webb-Weltraumteleskop[28]
- 2023 Inkretinmimetika zur Behandlung der Adipositas[29]
- 2024 Lenacapavir zur HIV-Prophylaxe[30]